# Ibos
Ibos ist eine französische Gemeinde im Département Hautes-Pyrénées in der Region Okzitanien. Sie liegt im Arrondissement Tarbes und im Kanton Bordères-sur-l’Échez. 
Ibos hat 2.921 Einwohner (Stand 1. Januar 2022) auf 32,88 Quadratkilometern und liegt vier Kilometer westlich Tarbes in der Bigorre. Durch die Gemeinde führen die Autoroute A64 (die Anschlussstelle Tarbes-Ouest liegt im Gemeindegebiet) und die Route nationale 21. Durch die Gemeinde fließen die Géline, der Souy mit seinem Zufluss Mardaing und der Échez.
Das Collégiale von Ibos wurde 1342 durch Philipp VI. de Valois, der zugleich Graf der Bigorre war, gestiftet. Diese Stiftskirche wurde 1875 zu einem Monument historique erklärt.

## Persönlichkeiten

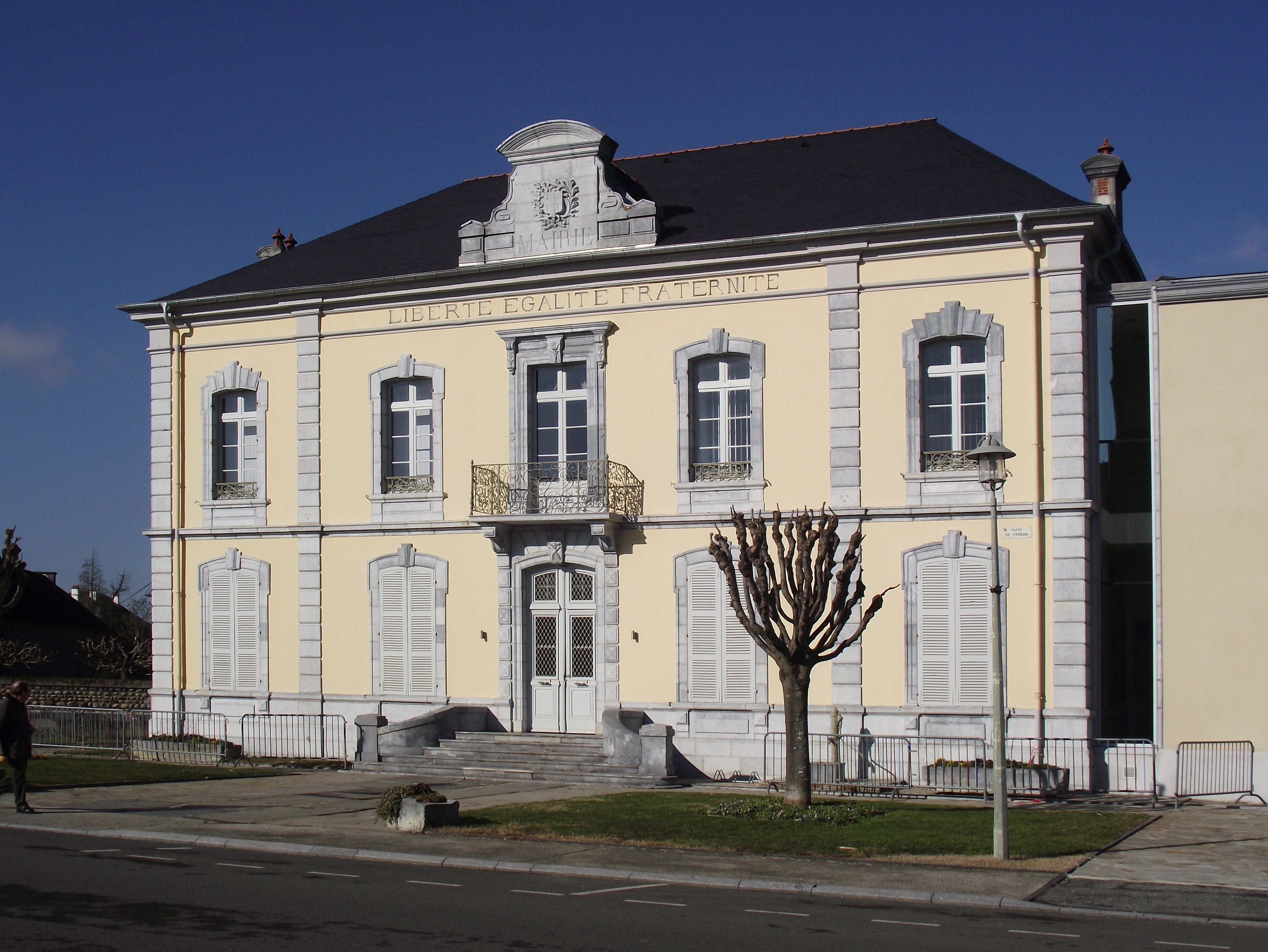
Mairie Ibos

- Roland Bertranne (* 1949), Rugbyspieler